# Ligne de Milan à Saronno
La ligne de Milan à Saronno est une ligne ferroviaire italienne appartenant à Ferrovie Nord Milano (FNM). C'est une ligne régionale située en région de Lombardie, elle relie les villes de Milan et de Saronno.